# Coulonges (Charente)
Coulonges is een gemeente in het Franse departement Charente (regio Nouvelle-Aquitaine) en telt 113 inwoners (1999). De plaats maakt deel uit van het arrondissement Angoulême.

## Geografie
De oppervlakte van Coulonges bedraagt 3,0 km², de bevolkingsdichtheid is 37,7 inwoners per km².
De onderstaande kaart toont de ligging van Coulonges (Charente) met de belangrijkste infrastructuur en aangrenzende gemeenten.

## Demografie
Onderstaande figuur toont het verloop van het inwonertal (bron: INSEE-tellingen).

1. ↑  Populations de référence 2022.